# Bristol Siddeley BS.100
Le Bristol Siddeley BS.100 était un turbofan britannique, à double corps et à poussée vectorielle, qui fut mis en route pour la première fois en 1960. Le moteur fut conçu et produit en nombre limité par Bristol Siddeley Engines, Ltd., puis le projet fut annulé début 1965.

## Conception et développement
Basé sur la série -300 du Rolls-Royce Olympus, le BS.100 était similaire dans sa conception générale au concept du Pegasus, mais avec l'ajout d'un système de postcombustion (désigné Plenum Chamber Burning, ou PCB) pour permettre au futur chasseur ADAV Hawker Siddeley P.1154 d'atteindre des vitesses supersoniques. Le PCB est similaire à une postcombustion, mais l'injection et la combustion de carburant supplémentaire ne se font que dans le flux dérivé du moteur (le second flux), qui éjecte les gaz par les tuyères pivotantes avant. Ces dernières devaient être équipées d'un surface variable, afin de maintenir une adaptation parfaite avec les étages de compresseurs basse-pression, que la PC soit activée ou non.
Le BS.100 était aussi prévu pour équiper le Fokker Republic D-24,.

## Exemplaires en exposition
Le BS.100 n'a été construit qu'à six exemplaires, dont un exemplaire préservé est visible en exposition au Fleet Air Arm Museum, sur l'aérodrome de la Royal Navy Royal Naval Air Station Yeovilton (RNAS Yeovilton).